# DJ Myosuke
DJ Myosukeは、日本の音楽プロデューサー・作曲家・編曲家・DJ。

## 概要
活動当初から主にニュースタイルガバなどのハードコアテクノの中では比較的速いテンポの音楽ジャンルを作曲している。使用DAWはFL Studio。2021年春には「HARDCOREってどこまで音を大きくできるんだろう」をテーマにしたアルバム、Brutal Decibel EPをリリース。Harshcoreなどの、自身の既存のジャンルとは異なる新たな方向性を追求している。
音楽レーベル「HARDCORE TANO*C」に所属。HARDCORE TANO*CではサブレーベルとなるTANO*C HARDの設立をし、主宰を一任されている。ここではMEGATON KICKと呼ばれる、速いテンポや攻撃的なジャンルに特化したシリーズCDのリリースやイベントを開催している。また2018年からは、DJ Mad Dog主宰のハードコアレーベル、Dogfight Recordsに加入。国外のレーベルからのリリースや、大型イベントでの曲の使用もある。
一方、自身でもレーベルを運営している。Psycho Filth Records、Japanese Stream Hardcore、FREAKIN WORKSではそれぞれスピードコアやメインストリームハードコア、アップテンポハードコア・テラーコア・フレンチコアなどのジャンルに特化したものとなっている。前者2つのレーベルは当時、スピードコアやメインストリームハードコアのコンピレーション・アルバムをリリースする場所が無かったことから生まれた経緯があり、後者のレーベルはその中間にあたるテンポの曲をリリースする場所として誕生した。
また、ハードコアのプロダクション「MADCITY」の代表として、上記のレーベルを運営するほかに、ハードコアパーティー「Army Of Darkness」、「HARDGATE」をプロデュースしている。特にHARDGATEでは国外からも著名なゲストを招いており、日本のハードコアシーンにおける最大級のイベントとなっている。

## 来歴
2009年より活動を開始し、フリーとして活動後の2010年にSPEEDCOREレーベル「Psycho Filth Records」を設立する。また、同時期にHARDCORE TANO*Cに加入。
2010年、国内のメインストリームハードコアを得意とするアーティストを集め、「Japanese Stream Hardcore」を設立。
2013年から音楽ゲームに曲提供を開始。
2016年、音楽制作専門誌「サウンド&レコーディング・マガジン」の連載を担当。また、ヨーロッパの大型フェス「Hard Island Fes」に出演。翌年にはパートナー契約を結んだ。
2018年、TANO*C HARD設立。Dogfight Records加入。
2019年1月12日、TANO*C HARD最初のイベント「MEGATON KICK '19」をWOMBにて開催

## 楽曲提供
初出の音ゲーは太字

### WACCA
- XODUS / DJ Myosuke & Gram
- 神/DJ Myosuke vs MASAKI
- Break Through Myself feat. Risa Yuzuki / DJ Myosuke & Laur
- Madwing / DJ Myosuke & aran
- Megaton Killer
- GENOCIDER
- Source of Creaition
- JINGLE DEATH / DJ Myosuke & Gram
- HELL FLAME
- Fight for the CORE feat. Daisuke
- 1BPM

### 太鼓の達人
- HARDCOREノ心得
- Behemoth
- Don't Stop the Game

### CHUNITHM
- Killing Rhyrhm
- Joe Fight

### Arcaea
- Black Territory
- GENOCIDER
- 狂恋ROMANCE feat. Delutaya/ REDALiCE vs DJ Myosuke
- ディストーション・ニンゲン / DJ Myosuke & KAJI

### グルーヴコースター
- MAD FREAKS
- 神

### maimaiでらっくす
- MEGATON KICK

### Muse Dush
- XODUS / DJ Myosuke & Gram

### Cytus II
- Sickest City
- Accelerator
- XODUS / DJ Myosuke & Gram

## ディスコグラフィー
| タイトル                  | 年度   |
| ------------------------- | ------ |
| Unprepareness             | 2011年 |
| Ugly Verse                | 2013年 |
| Qualm                     | 2014年 |
| Awake                     | 2016年 |
| Source of Creation        | 2018年 |
| Grief Of Sacrifice        | 2021年 |
| Extra Hard                | 2021年 |
| 歪(ひずみ)                | 2022年 |
| Harshcore Dream           | 2023年 |
| XODUS (DJ Myosuke & Gram) | 2023年 |

| タイトル                                                                             | 種類     | 年度   |
| ------------------------------------------------------------------------------------ | -------- | ------ |
| Vagueness                                                                            | シングル | 2010年 |
| Megaton Killer                                                                       | シングル | 2020年 |
| Brutal Decibel EP                                                                    | EP       | 2021年 |
| Brutal Decibel EP 2                                                                  | EP       | 2021年 |
| XODUS (DJ Myosuke & Gram)                                                            | シングル | 2021年 |
| Megaton Karma                                                                        | シングル | 2021年 |
| Sea Monster                                                                          | シングル | 2021年 |
| Break Through Myself feat. Risa Yuzuki (DJ Myosuke & Laur)                           | シングル | 2021年 |
| Meat Mincer                                                                          | シングル | 2021年 |
| Brutal Decibel EP 3                                                                  | EP       | 2022年 |
| 神 (DJ Myosuke vs MASAKI)                                                            | シングル | 2022年 |
| Ravey Sit                                                                            | シングル | 2022年 |
| Virtual Euphoria                                                                     | シングル | 2022年 |
| ディストーション・ニンゲン (DJ Myosuke & KAJI)                                       | シングル | 2022年 |
| Megaton Kaiser                                                                       | シングル | 2022年 |
| Super Wide                                                                           | シングル | 2023年 |
| オマエら声ちっちゃいんじゃ (DJ Myosuke & KAJI)                                       | シングル | 2023年 |
| Fuck It All (DJ Myosuke & Joe Fight)                                                 | シングル | 2023年 |
| SuM=                                                                                 | シングル | 2023年 |
| 幻想のRebellion feat. Valkyria (DJ Myosuke & Gram)                                   | シングル | 2023年 |
| Σ (DJ Myosuke & Gram & t+pazolite)                                                   | シングル | 2023年 |
| カラフルビート feat. ユメ(CV: 小田果林) & ユウ(CV: 高槻みゆう) (Srav3R & DJ Myosuke) | シングル | 2023年 |
| Megaton Keeper                                                                       | シングル | 2023年 |
| MAGGOD feat. つぐ                                                                    | シングル | 2023年 |
| Brutal Decibel EP 4                                                                  | EP       | 2024年 |
| 狂恋ROMANCE feat. Delutaya (REDALiCE vs DJ Myosuke)                                  | シングル | 2024年 |
| Shadow Bang                                                                          | シングル | 2024年 |
| This MUSIC                                                                           | シングル | 2024年 |
| Megaton Kids                                                                         | シングル | 2024年 |
| Sacrifice of Fools feat. つぐ                                                        | シングル | 2024年 |